# Свято-Олександро-Невський кафедральний собор (Слов'янськ)
Свято-Олександро-Невський кафедральний собор — собор у Слов'янську. Розташований на Привокзальній площі, біля залізничної станції Слов'янськ. У 1999 році отримала статус пам'ятки архітектури місцевого значення.

## Історія

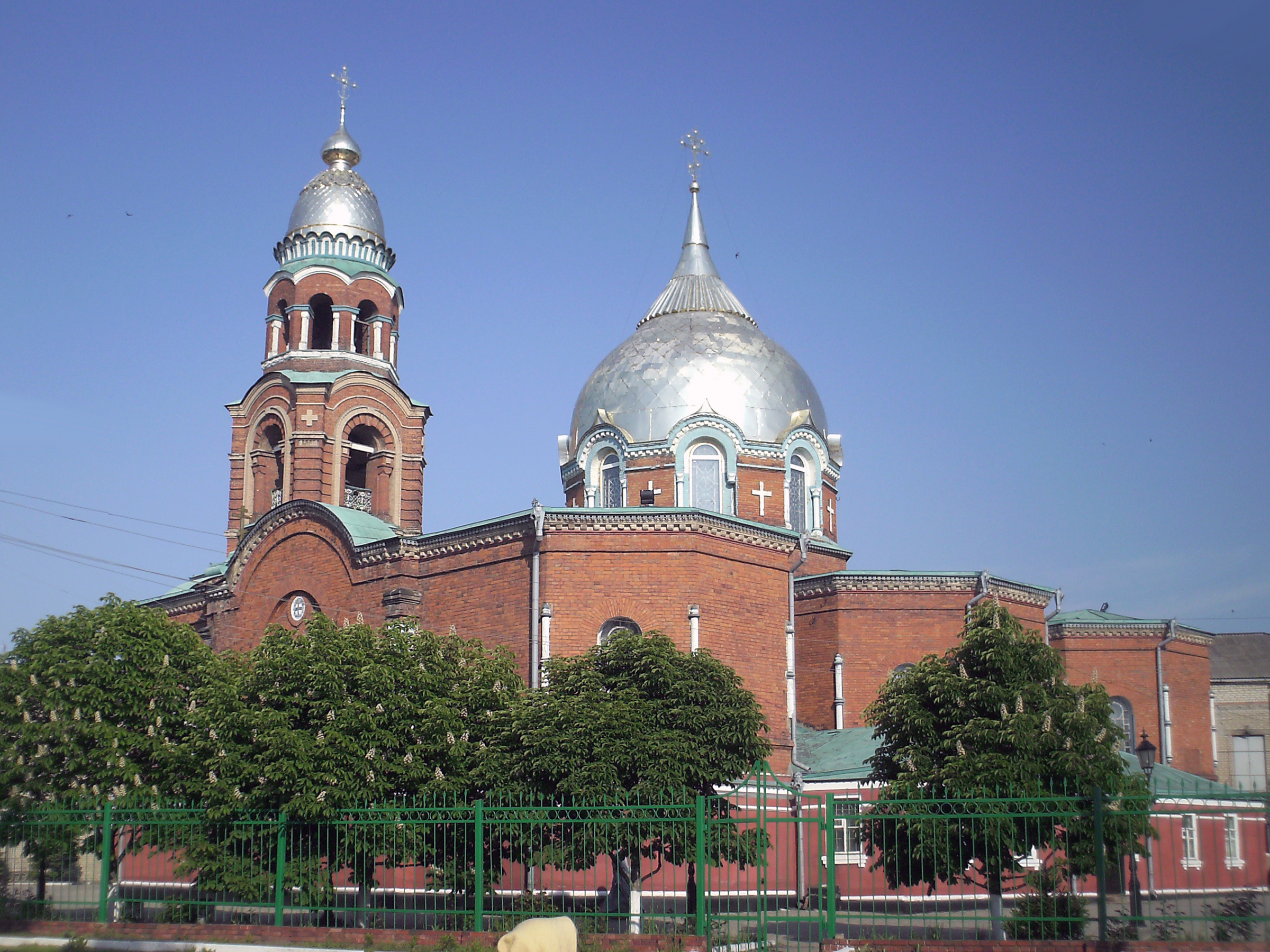

У 1895-1897 році на Привокзальній площі, за рахунок мешканців міста, був побудований собор. Архітектор — інженер станції Слов'янськ Василь Голосняк. 
У 1922 році будівля була розділена на дві частини — у першій залишався Олександро-Невський храм, а у другій була Українська Автокефальна церква.
У 1930-х роках (безбожна п'ятирічка) церква була майже зруйнована, були знищені дзвіниці, ікони були підпалені, а у 1937 собор повністю перестав працювати. У приміщенні була спортивна зала.
У часи німецької окупації з 1942 по 1943 храм належав Українській Автокефальній церкві, священником був Петро Сахно.
З 1944 року — вдруге УАПЦ ліквідовано, відновлено спортивну залу.
На початку 1990-х років було вирішено провести реконструкцію старовинного храму.
2 січня 1993 року указом Блаженнішого Володимира, Митрополита Київського та всієї України, храм набув статусу собору.

## Архітектура
Побудований у цегляному стилі з червоної цегли. Площа храму становить 285 квадратних метрів. Церква має купол заввишки 11 метрів та дзвіницю висотою 30 метрів.
Існує три престоли, центральний з яких освячений на честь святого благовірного князя Олександра Невського, два інших - в ім'я двох великих чудотворців і святителів - Миколи, архієпископа Мир Лікійських, та Олексія.
Механізм курантів підведено до дзвонів собору. Бій годинника Олександро-Невського собору чути мешканцям усієї центральної частини Слов'янська.

## Адреса
Привокзальна площа 17, Слов'янськ, Україна.